# 拉塞特山
72°27′S 163°47′E / 72.450°S 163.783°E
拉塞特山是南極洲的山峰，位於維多利亞地的彭內爾海岸，屬於弗賴貝格山脈的一部分，是加利波利高地的南部，全長6公里，以新西蘭探險隊的地質學家命名。